# Wohnsiedlung Kirchmöser West

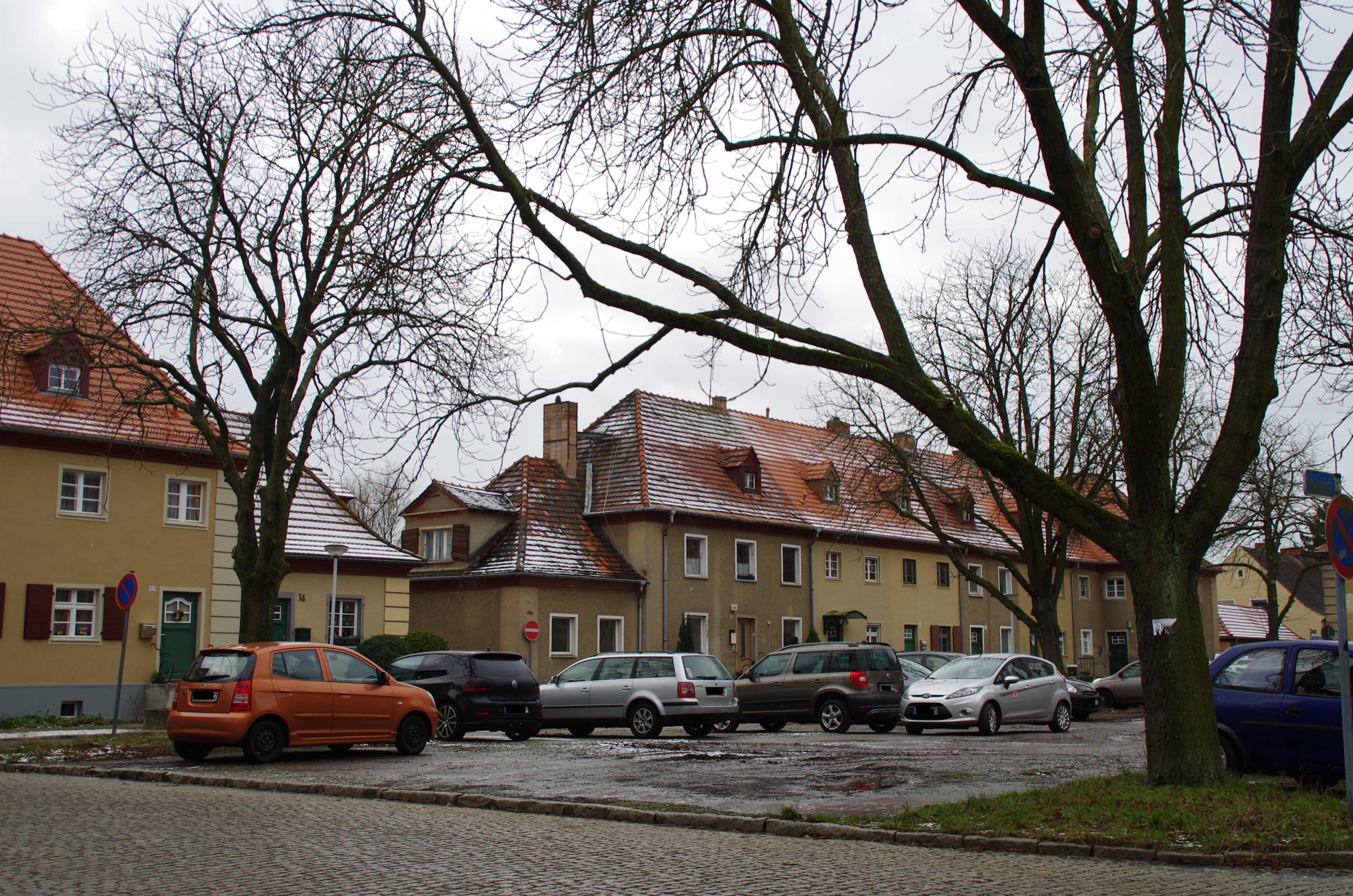
Der Marktplatz

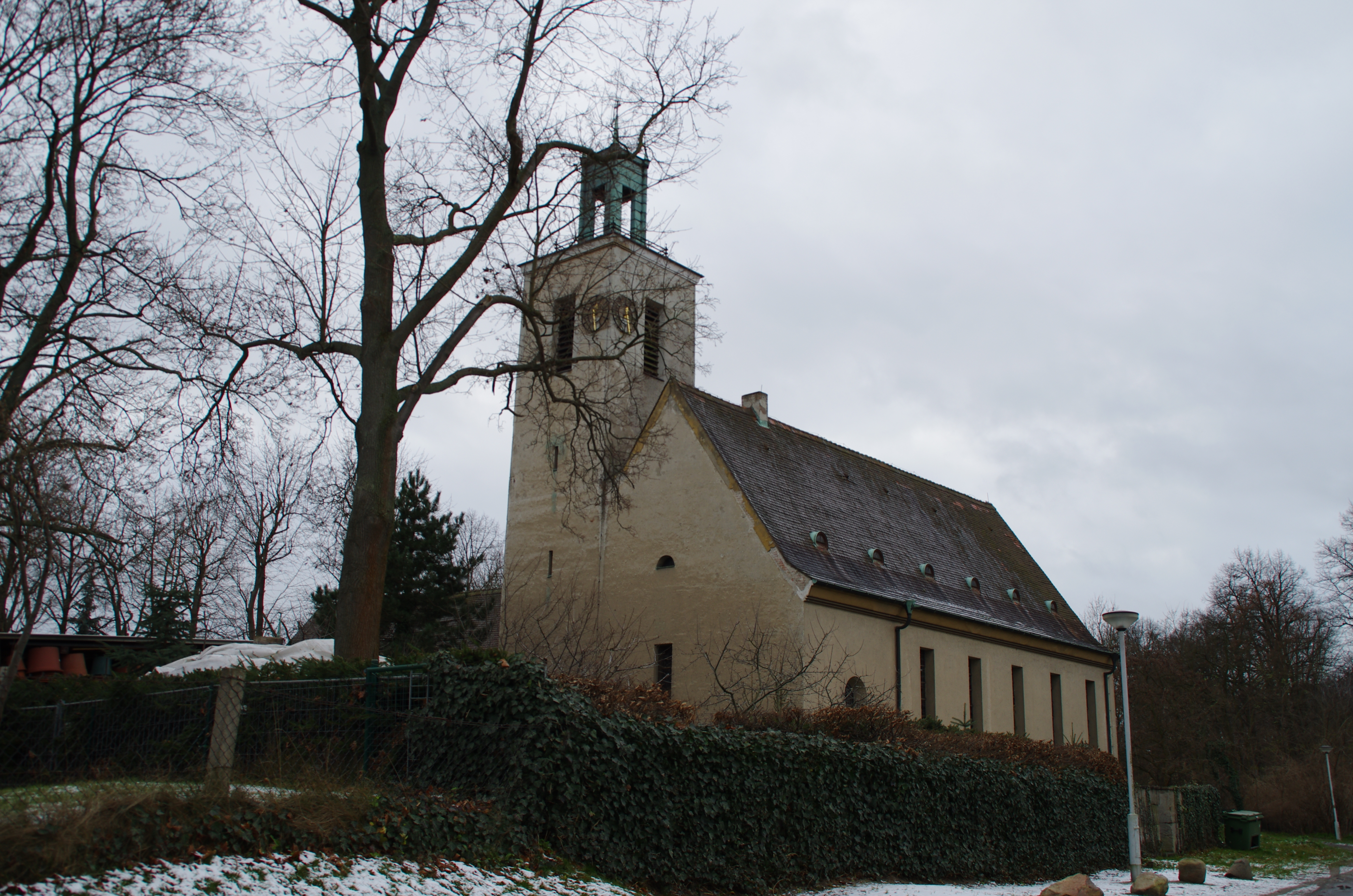
Die Kirche in Kirchmöser-West

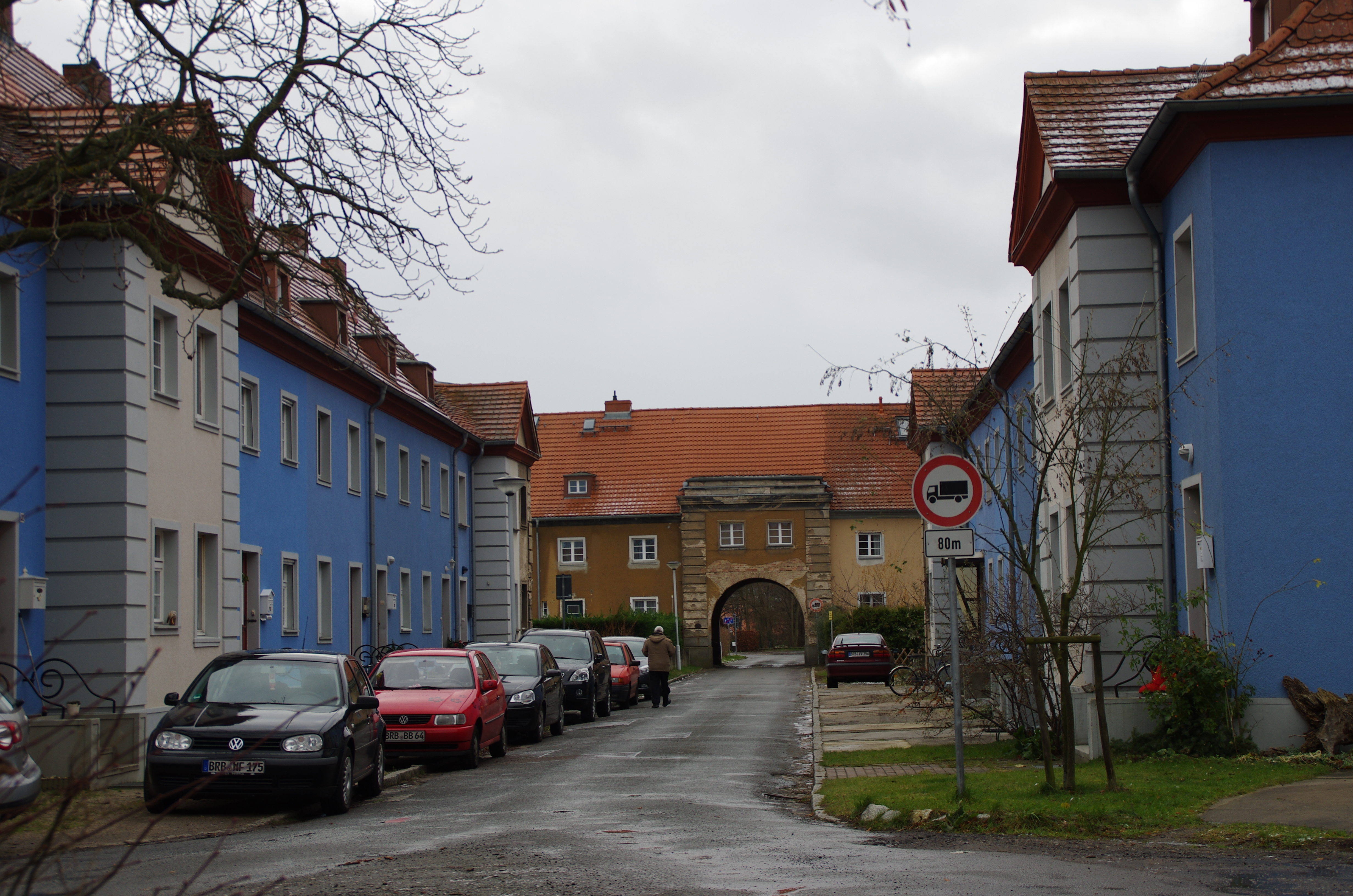
Die Parkstraße

Die Wohnsiedlung Kirchmöser West ist eine Anlage von Wohnhäusern und Villen in Kirchmöser, einem Stadtteil von Brandenburg an der Havel. Die Siedlung ist denkmalgeschützt.

## Lage
Die Siedlung mit den denkmalgeschützten Häusern umfasst folgende Gebäude:
- Brandenburger Allee 1–11
- Drosselweg 7–11 a–c, 12 a–d, 13 a–c, 14 a–d, 15 a–d
- Ebereschenstraße 1 ab, 2–4, 5 a–b, 6–12, 13 a–b, 14, 15 a–b
- Gartenstraße 1 a–b, 2 a–b, 3–9, 10 a–b
- Marktplatz 1–29
- Marktstraße 1 a–b, 2 a–b, 3 a–b, 4 a–b
- Parkstraße 1–63, 63 a
- Plauer Damm 1–6, 8, 10–19
- Schulstraße 9 a–d, 11 a–d, 13, 15, 17 a–b, 21 a–b
- Seestraße 1–11
- Wusterwitzer Straße 1–37, 38 a–d, 39 a–b, 40–43, 44–46 a–b, 47–49

Zu der Siedlung gehört eine Kirche und eine Schule.

## Geschichte
Der Beginn der Siedlung ist der 16. Juli 1915. Das damalige Möser, wie der Ort bis zum 22. März 1916 hieß, gehört zum Kreis Genthin. An diesem Tag wurde vom Kreisausschuss des Kreises Genthin die Erlaubnis erteilt, das für die Beschäftigten der Königlichen Pulverfabrik eine Siedlung errichtet werden kann. Nach dem Ersten Weltkrieg übernahm die Deutsche Reichsbahn das Gebiet und baute dort ein Eisenbahnwerk. Für die Arbeiter wurde die Siedlung, mittlerweile Kirchmöser-West, von 1922 bis 1925 um weitere Straßen und Häuser ergänzt. Die Pläne erstellte der Regierungsbaurat Teschemeier. Im Jahre 1928 waren 527 Wohnungen gebaut, es wohnten hier 2330 Menschen. Laut Siedlungsgesetz kamen im Laufe der Zeit eine Schule und eine Kirche hinzu.
In den 1950er und 1960er Jahren wurden weitere Häuser in der Siedlung gebaut. Diese Häuser, wie die in der Ahornallee, sind nicht Teil des Baudenkmals.

## Die Siedlung
Das Zentrum der Siedlung ist der Marktplatz. Es ist ein rechteckiger Platz, in der Mitte stehen Bäume. Hier finden sich Läden und Gewerbetreibende. Weiter westlich geht die Parkstraße in ein Rondell über. In der Mitte des Platzes steht eine Linde. Das Rondell ist umringt von zweigeschossigen Häusern. 
Die Kirche befindet sich nördlich des Marktplatzes am Ebereschenweg zwischen Brandenburger Allee und Plauer Damm. Die Kirche ist ein Saalbau mit Satteldach. Der Turm hat einen quadratischen Grundriss. Südlich der Kirche schließt sich ein Gemeindesaal und weitere Räume an. Umgeben ist die Kirche von einer Grünfläche. Westlich der Kirche befindet sich ein Kinderspielplatz. Das Pulverpresshaus wurde als Schule genutzt, welches 1916 erbaut worden war. Nach einem Umbau wurde der Unterricht im Jahre 1923 aufgenommen.
Die Häuser und Villen, die im Ersten Weltkrieg entstanden sind, sind meist zweigeschossige Bauten mit einem Walm- oder Krüppelwalmdach. Sie sind unterschiedlich gestaltet und tragen Teile im historisierenden Stil, wie Risalite und Gauben. Es finden sich aber auch Säulen und Balkone.
Die Häuser, die später erbauten wurden, passen sich diesem Stil an. Es wurden allerdings fünf verschiedene Haustypen gebaut, es sind Doppelhäuser bis zum Haus mit fünf Wohnungen. Zu fast allen Häusern gehören Nutzgärten zur Selbstversorgung der Bewohner im Sinne der Gartenstadtbewegung.